# Janja (fiume)
La Janja è un fiume della Bosnia Erzegovina, affluente di destra della Drina, a sua volta affluente della Sava, che fa parte del bacino del Danubio.

## Geografia
Lungo circa 53 Km, sorge a est di Tuzla, alle pendici settentrionali della Majevica, nella regione della Semberija. La maggior parte del suo corso scorre nella municipalità di Ugljevik e versa le sue acque nella Drina presso la località di Janja nella municipalità di Bijeljina.